# Joel Obi
Joel Chukwuma Obi (Lagos, 22 mei 1991) is een Nigeriaanse voetballer die doorgaans als middenvelder speelt. Hij tekende in augustus 2018 een contract tot medio 2021 bij Chievo Verona, dat hem overnam van Torino. Obi debuteerde op 9 februari 2011 in het Nigeriaans voetbalelftal, in een oefeninterland tegen Sierra Leone.

## Carrière
Obi maakte op 29 september 2010 zijn debuut in het betaald voetbal toen hij met Internazionale een Champions League-wedstrijd tegen Werder Bremen speelde. Hij kwam na tachtig minuten in het veld voor Dejan Stanković. Inter won met 4-0. Zijn debuut in de Serie A maakte hij op 17 oktober 2010, tegen Cagliari. Hij kwam er in de 66e minuut in voor Philippe Coutinho. Inter won met 1-0.
Obi kwam in vijf jaar bij Inter tot vijftig competitiewedstrijden, waarbij de club hem gedurende het seizoen 2013/14 verhuurde aan Parma, destijds ook actief in de Serie A. Inter verkocht hem in juli 2015 voor €2.000.000,- aan Torino, dat één plaats onder Inter eindigde in het voorgaande seizoen. Hier tekende hij een contract tot medio 2019. In 2018 tekende hij bij Chievo Verona, waarmee hij dat seizoen degradeerde naar de Serie B. In 2019 werd hij kortstondig verhuurd aan het Turkse Alanyaspor. Daar kon Obi slechts twee keer meedoen.

## Erelijst
| Supercoppa | 1× | 2010 |